# Приезжая
«Прие́зжая» — советская мелодрама 1977 года режиссёра Валерия Лонского, премьера состоялась в мае 1978 года, фильм занял в прокате 14-е место, его посмотрели 27,4 млн зрителей.

## Сюжет
В село приезжает новая учительница географии Мария Владимировна Нестерова со своей маленькой дочкой Катей. Их подвозит местный колхозный шофёр Фёдор Семёнович Баринев. Красивая учительница понравилась Фёдору и с первых дней он начинает ухаживать за Марией. Но она не спешит отвечать на его чувства. С Марией пытается закрутить роман молодой и ветреный Ваня Тимонин по прозвищу Кочеток, но Фёдор быстро ставит на место молодого повесу.
С каждым днём Фёдор всё яснее и сильнее понимает, что любит Марию. Всё труднее ему жить рядом с Марией и терпеть её холодное отношение. Он пытается уехать работать на колхозные лесные делянки, чтобы не видеть больше Марию, но вскоре возвращается с намерением жениться на ней. Однако рассудительный отец Фёдора уговаривает его подождать.
Тем временем в село приезжает бывший гражданский муж Марии — Владимир Сергеевич Корнеев. Он не знал о существовании своей дочери Кати и хочет увидеться с ней. Его подвозит Ванька Кочеток, но поговорив с Владимиром и узнав, кто он такой, ссаживает его с телеги и спешит в село, чтобы предупредить Марию о нежданном госте. Перепуганная Мария спешит за помощью к Фёдору. Он встречает Владимира на дороге недалеко от села. После короткой беседы между ними возникает драка, которую прерывает пёс Мерген и подоспевшая Мария. Владимир уходит, а Фёдор с Марией наконец остаются вдвоём.

## В ролях
- Жанна Прохоренко — Мария Владимировна Нестерова, мама Кати, невеста Фёдора
- Александр Михайлов — Фёдор (Федя) Семёнович Баринев, средний сын Семёна Арсентьевича и Анисьи Борисовны, младший брат Анатолия и старший брат Клавдии, жених Марии
- Сергей Поначевный — Семён Арсентьевич Баринев, муж Анисьи Борисовны, отец Анатолия, Фёдора и Клавдии
- Мария Скворцова — Анисья Борисовна Баринева, жена Семёна Арсентьевича, мать Анатолия, Фёдора и Клавдии
- Елена Кузьмина (II) — Клавдия (Клавка) Семёновна Баринева, младшая дочь Семёна Арсеньевича и Анисьи Борисовны, младшая сестра Анатолия и Фёдора
- Елена Иконицкая — Катя (Катюша), дочь Марии и Владимира
- Сергей Торкачевский — Иван Петрович Тимонин (Ванька «Кочеток»), сын Ксении Тимониной
- Мария Виноградова — Александра Петровна (тётя Саша), квартирная хозяйка Марии
- Лев Борисов — Яков Васильевич Силин, бывший фронтовик
- Владимир Земляникин — Степан Яковлевич Шохин, муж Галины Ивановны, директор школы
- Таисия Литвиненко — Галина Ивановна Шохина, жена Степана Яковлевича, учительница
- Тамара Совчи — Елена Горкина, любовница Фёдора, врач
- Даниил Нетребин — Михаил Васильевич Кочегаров, председатель сельсовета
- Валентина Владимирова — Ксения Тимонина, мать Вани «Кочетка»
- Раиса Рязанова — Евдокия, жительница деревни
- Михаил Чигарёв — Владимир Сергеевич Корнеев, бывший гражданский муж Марии, отец Кати
- Анастас Смоленский — Никодим Павлович Строев, бригадир
- Виктор Филиппов — Лёха, колхозник у клуба
- Николай Емельянов — бригадир (в титрах Я. Емельянов)
- Виктор Ремизов — Павел Вишняков, конюх
- Александра Харитонова — колхозница, жительница деревни
- Вера Бурлакова — колхозница, жительница деревни
- Людмила Карауш — колхозница, жительница деревни
- Юрий Дмитриев — конюх, эпизод
- Степан Усин — эпизод
- Татьяна Кравченко — Серафима (Симка) Сергеевна, зоотехник (нет в титрах)
- Владлен Паулус — колхозник у клуба (нет в титрах)
- Вера Петрова — эпизод (нет в титрах)
- Андрей Ташков — Лёша, тракторист (нет в титрах)

## Съёмочная группа
- Режиссёр: Валерий Лонской
- Сценарист: Артур Макаров
- Оператор: Владимир Папян
- Художник: Петр Киселёв
- Композитор: Георгий Фиртич
- Дирижёр: Владимир Васильев

## Критика
Первая главная роль актёра Александа Михайлова, «открывшая» его кинозрителям: «Наиболее заметной из ранних экранных работ стал деревенский шофер Федор Баринев в картине „Приезжая“. Заметной не только в силу выигрышно мелодраматического сюжета, но и органичности актёра в образе», и сам актёр считал его своим «первым» фильмом: «именно фильм „Приезжая“ стал тем фильмом, который многое перевернул во мне».